# Ванле
Ванле́ (фр. Vanlay) — коммуна во Франции, находится в регионе Шампань — Арденны. Департамент — Об. Входит в состав кантона Шаурс. Округ коммуны — Труа.
Код INSEE коммуны — 10395.
Коммуна расположена приблизительно в 155 км к юго-востоку от Парижа, в 110 км южнее Шалон-ан-Шампани, в 31 км к югу от Труа.

## Население
Население коммуны на 2008 год составляло 310 человек.
| 1962 | 1968 | 1975 | 1982 | 1990 | 1999 | 2008 |
| ---- | ---- | ---- | ---- | ---- | ---- | ---- |
| 429  | 355  | 288  | 293  | 290  | 321  | 310  |

## Администрация
| Период | Период | Фамилия      | Партия | Примечания |
| ------ | ------ | ------------ | ------ | ---------- |
| 2001   | 2008   | Эрве Дефер   |        |            |
| 2008   | 2014   | Жером Перрен |        |            |

## Экономика

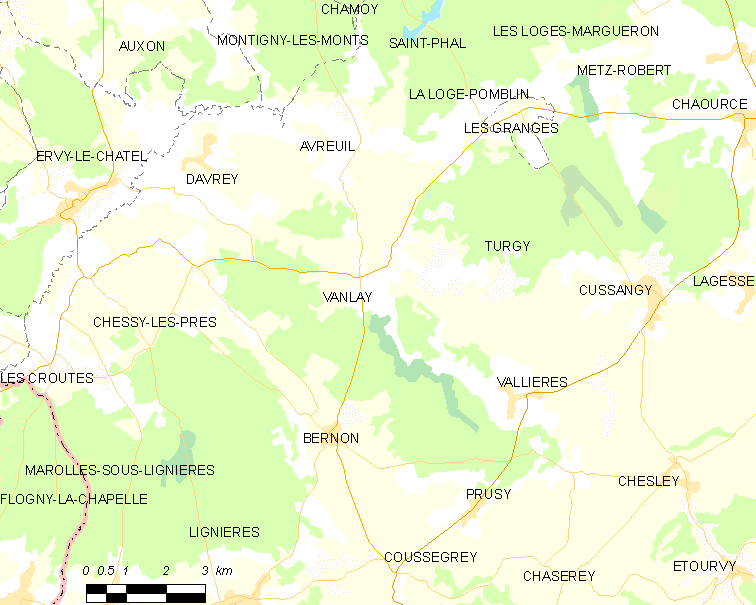
Карта коммуны

В 2007 году среди 180 человек в трудоспособном возрасте (15—64 лет) 121 были экономически активными, 59 — неактивными (показатель активности — 67,2 %, в 1999 году было 65,2 %). Из 121 активных работали 108 человек (60 мужчин и 48 женщин), безработных было 13 (7 мужчин и 6 женщин). Среди 59 неактивных 20 человек были учениками или студентами, 19 — пенсионерами, 20 были неактивными по другим причинам.

## Достопримечательности
- Церковь XII века. Памятник истории с 1984 года[3]
- Замок XVI века. Памятник истории с 1969 года[4]
- Каменный крест на кладбище (XVI век). Памятник истории с 1912 года[5]